# 830 Petropolitana

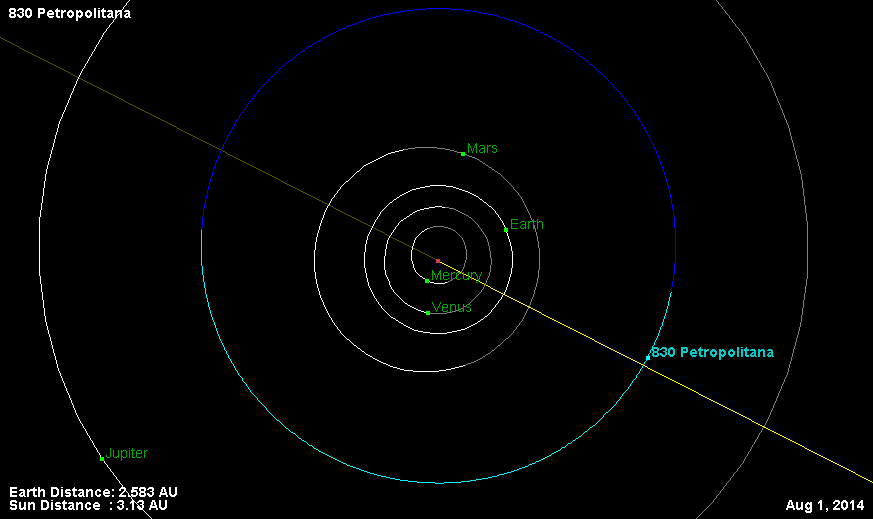
Órbita de 830 Petropolitana.

Petropolitana (asteróide 830) é um asteróide da cintura principal com um diâmetro de 41,22 quilómetros, a 3,0287226 UA. Possui uma excentricidade de 0,0591948 e um período orbital de 2 109,75 dias (5,78 anos).
Petropolitana tem uma velocidade orbital média de 16,60018151 km/s e uma inclinação de 3,81293º.
Esse asteróide foi descoberto em 25 de Agosto de 1916 por Grigory Neujmin.